# Morti nel 1133
| Questa pagina contiene informazioni ricavate automaticamente dalle voci biografiche con l'ausilio del template Bio e di un bot. L'aggiornamento è periodico e automatico e ricostruisce completamente la pagina. Se manca una persona in questa lista, sei pregato di non aggiungerla, ma accertati piuttosto che la sua voce biografica contenga il template Bio e che i dati anagrafici siano correttamente compilati. Se il template Bio manca, inseriscilo tu stesso o, in alternativa, metti l'avviso {{tmp\|Bio}} che ne segnala la mancanza. Se i dati riportati sono sbagliati, correggi direttamente la voce biografica; le modifiche saranno visibili in questa lista entro pochi giorni. Per chiarimenti vedi il progetto biografie. La lista contiene solo le 11 persone che sono citate nell'enciclopedia e per le quali è stato implementato correttamente il template Bio. Pagina aggiornata al 13 gen 2025. |

- 22 ottobre - Fiorenzo il Nero, conte
- 4 dicembre - Bernardo degli Uberti, cardinale e vescovo cattolico italiano (n. 1060)
- 18 dicembre - Ildeberto di Lavardin, arcivescovo cattolico e poeta francese (n. 1056)
- 21 dicembre - Ghigo III d'Albon, conte francese
- Alessandro di Conversano, nobile normanno (n. 1070)
- Clemenza di Borgogna, contessa (n. 1078)
- Hesson, religioso tedesco
- Bonifacio Falier, vescovo cattolico italiano
- Sæmundr Sigfússon, scrittore e presbitero islandese (n. 1056)
- Lope Garcès d'Alagón, condottiero spagnolo
- Ibn Hamdis, poeta arabo